# ليزا ماكجريليس (ممثلة)
ليزا ماكجريليس (ولدت في 3 سبتمبر 1982 ، شلتنهام) هي ممثلة بريطانية. 

## حياة سابقة
نشأت ماكغريليس في سكوتبي بالقرب من كارلايل في كمبريا مع والدتها التي كانت معلمة لذوي الاحتياجات الخاصة ووالدها المحاسب. درست الفنون المسرحية في جامعة نورثمبريا . 

## حياتها المهنية
لعبت ليزا ماكجريليس بدور في الرسامين بيتمين بواسطة لي هال في عام 2007. انتقل إلى مسرح لندن الوطني ثم إلى مسرح برودواي. 
كان ماكجريليس في جعجعة بلا طحن في شكسبير غلوب في عام 2011 مثل مارغريت الخادمة.  عندما إيف أفضل، ونجم العرض انخفض مدير سوء جيرمي هييرين طلب منها أن يسارعوا إلى لعب بياتريس. ظهر ماكجريليس في فيلم الممر مع راسل توفي في مسرح رويال كورت عام 2014. 
بعد الظهور في هيبورن (مسلسل تلفزيوني)  كانj ماكغريليس الشخصية العادية دي إس راشيل كولز في المفتش جورج جينتلي مع مارتن شو.  
لعبت ماكجريليس دور البطولة في المرشح لجائزة الأوسكار ليزلي مانفيل في المسرحية الهزلية التلفزيونية بي بي سي أمي بدور كيلي، صديقة جيسون ابن مانفيل.   في فبراير 2019 لعبت دور هانا وايلد في الموت في الجنة الموسم الثامن الحلقة الثامنة.  لعبت لاحقًا دور سياسي من القاعدة الشعبية في مانشستر في السلسلة الثالثة من الدراما البوليسية للقناة الرابعة بول أبوت بلا إساءة وفي عام 202 ، ظهرت في دور «ماي كاي» في المسرحية الهزلية على بي بي سي الملك جاري من تأليف توم ديفيس  وبصفتها ساندرا في القناة الرابعة دراما سقوط المياه اللميته . 

### التلفاز
| عام       | عنوان              | وظيفة             | ملاحظات                 |
| --------- | ------------------ | ----------------- | ----------------------- |
| 2012-2013 | هيبورن             | فيكي بيرسون       | دور أساسي               |
| 2015      | فطر البعبيد        | اللعاب            | مسلسلات تلفزيونية صغيرة |
| 2008-2017 | المفتش جورج بلطف   | الرقيب راشيل كولز | السلسلة 6-8             |
| 2016-2019 | ماما               | كيلي              | دور أساسي               |
| 2011-     | الموت في الجنة     | هانا وايلد        | الموسم 8 الحلقة 8       |
| 2015-2018 | لا إساءة           | كارولين مكوي      | السلسلة 3               |
| 2018-     | الملك جاري         | ماد كاي           | الموسم 2                |
| 2020      | سقطت المياه الميتة | ساندرا مكاي       |                         |

## الحياة الشخصية
زوجها ستيوارت مارتن ممثل أيضا وقد التقيا في حفلة عيد الميلاد في بار المسرح الوطني. لديهم ابن واحد.  ماكغريليس سفير لجمعية الأطفال الخيرية PIPA. 